# Nauraj Singh Randhawa
Nauraj Singh Randhawa (né le 27 janvier 1992 à Johor Bahru) est un athlète malaisien, spécialiste du saut en hauteur.

## Carrière
Le 7 février 2015, il porte son record personnel à 2,22 m à Canberra (AISAT). Il remporte la médaille d'or des Jeux d'Asie du Sud-Est de 2015 à Singapour. Le 28 avril 2016, il porte son record à 2,29 m toujours à Singapour, ce qui le qualifie pour les Jeux olympiques de Rio, puis à 2,30 m le 27 avril 2017 à Singapour.
Le 24 avril 2019, il termine 6e en 2,23 m lors des Championnats d’Asie 2019 à Doha.

## Palmarès
| Date | Compétition                  | Lieu         | Résultat | Marque |
| ---- | ---------------------------- | ------------ | -------- | ------ |
| 2012 | Championnats d'Asie juniors  | Colombo      | 3e       | 2,16 m |
| 2013 | Jeux d'Asie du Sud-Est       | Naypyidaw    | 1er      | 2,13 m |
| 2014 | Championnats d'Asie en salle | Hangzhou     | 8e       | 2,10 m |
| 2014 | Jeux asiatiques              | Incheon      | 14e      | 2,15 m |
| 2015 | Jeux d'Asie du Sud-Est       | Singapour    | 1er      | 2,13 m |
| 2017 | Jeux d'Asie du Sud-Est       | Kuala Lumpur | 1er      | 2,24 m |
| 2018 | Jeux asiatiques              | Jakarta      | 7e       | 2,24 m |

## Records
| Épreuve         | Performance | Lieu      | Date          |
| --------------- | ----------- | --------- | ------------- |
| Saut en hauteur | 2,30 m      | Singapour | 27 avril 2017 |